# وی‌جی-لیستا
وی‌جی-لیستا (به انگلیسی: VG-lista) جدول فروش موسیقی کشور نروژ است. انتشار این جدول از اکتبر سال ۱۹۵۸ آغاز شد. جدول‌های وی‌جی-لیستا بر اساس داده‌های شرکت نیلسن ساونداسکن تنظیم می‌شوند و مبنای آن‌ها، فروش آثار در (حدود) ۱۰۰ فروشگاه موسیقی در نروژ است.

## جدول‌ها
جدول‌های وی‌جی-لیستا به‌صورت هفتگی و در دسته‌بندی‌های زیر منتشر می‌شوند.
- ۴۰ تک‌آهنگ برتر (تا هفتهٔ چهل و سوم سال ۲۰۱۴ بیست تک‌آهنگ برتر بود)
- ۴۰ آلبوم برتر
- ۱۰ آلبوم برتر (آلبوم گردآوری‌شده)
- دی‌وی‌دی اودیو
- ۱۰ تک‌آهنگ برتر نروژی (مختص تک‌آهنگ‌های نروژی‌زبان)
- ۳۰ آلبوم برتر نروژی (مختص آلبوم‌های نروژی‌زبان)